# Harsafes

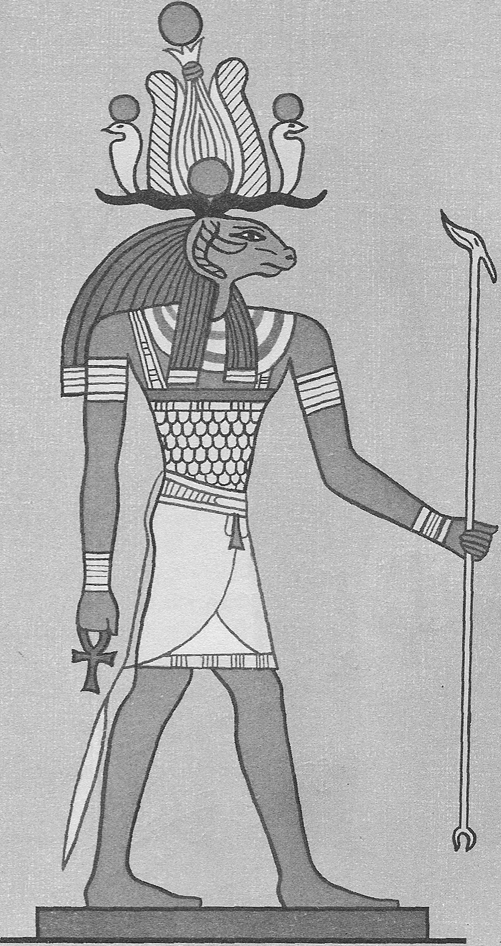
Harsafes

Harsafes (egip. Ḥrj-š=f) – greckie imię znanego z mitologii egipskiej zoomorficznego boga-barana.
Był wojowniczym bóstwem lokalnym czczonym od epoki Starego Państwa w Herakleopolis (egip. Neni-nesu). W ikonografii przedstawiano go na ogół jako baraniogłowego mężczyznę w królewskiej przepasce i z długimi rogami. Należał do wąskiej grupy podobnych zwierząt sakralnych jak baran Amona z Teb czy Chnuma z Elefantyny.
Pierwotnie był prawdopodobnie bóstwem płodności, adorowany potem pod postacią barana jako „pan czcigodny” i dawca pokarmu. Jego egipskie imię oznaczało „tego, który jest ponad jeziorem” (lub „na swym jeziorze”), czyli tego, który wynurzył się z prawody (Nun) jako obraz boga słońca. Dlatego w czasach IX i X dynastii utożsamiano go z Ra wyobrażając z symbolem słońca nad głową; identyfikowany także z Ozyrysem nosił koronę atef.
Egipcjanie uważali go również za jedną postaci Horusa, tłumacząc jego imię jako „Horus z Jeziora”, a jako Horus-wojownik był później przez Greków identyfikowany z Heraklesem, choć bardziej znany pod przekazanym przez Plutarcha zgrecyzowanym imieniem Harsafes. Utożsamienia te spowodowały przejściowe awansowanie go (za rządów IX i X dynastii) do roli głównego bóstwa państwowego.